# Ni (groupe)
Pour les articles homonymes, voir Ni.
Ni, stylisé ni., est un groupe français de rock expérimental, originaire de Bourg-en-Bresse, dans l'Ain.

## Histoire
Ni se forme en 2009 à Bourg-en-Bresse sur les cendres d'un autre groupe appelé Diatrib(a), dont le nouveau bassiste vient de JMPZ. Le groupe sort son premier EP, l'éponyme ni (stylisé en minuscules) sur sa page Bandcamp. Après trois ans de travail, le groupe sort son premier album, Les Insurgés de Romilly, en 2015 sur le label discographique Dur et doux,. Plus tard encore, le groupe sort son deuxième album, Pantophobie, qui est bien accueilli par la presse spécialisée,,. Il est suivi un an après, en 2023, par un troisième album, Fol Naïs,, toujours chez Doux et dur,.

## Discographie

### Albums studio
- 2015 : Les Insurgés de Romilly
- 2019 : Pantophobie
- 2023 : Fol Naïs

### EP
- 2010 : ni.